# Hervé Martin-Delpierre
Pour les articles homonymes, voir Hervé Martin et Delpierre.
Hervé Martin-Delpierre, né le 12 mai 1967, est un réalisateur français de renommée internationale, salué par la critique pour ses documentaires audacieux et innovants qui explorent les interactions entre l'art, la musique et la technologie.
Il est principalement connu pour Daft Punk Unchained, le seul documentaire jamais réalisé sur le légendaire duo de musique électronique, Daft Punk. Co-écrit avec Marina Rozenman, ce film se distingue par sa liberté créative, offrant une perspective humaine sur deux artistes très discrets et allant bien au-delà d'un simple portrait musical. Avec des interviews exclusives d'icônes mondiales telles que Pharrell Williams, Kanye West, Nile Rodgers, Skrillex et bien d'autres, le film est devenu un phénomène mondial, diffusé dans plus de 80 pays (dont SHOWTIME, BBC, Canal+ et Netflix).
Ces dernières années, il a partagé son temps entre Rabat, Séoul, Berlin, Stuttgart, Göteborg et Paris.

## Carrière
Après des études de droit, il commence sa carrière de producteur à l'âge de 25 ans en rejoignant la société de production The Expand Group. Deux ans plus tard, il choisit de se lancer en tant qu'indépendant. Au cours des années suivantes, il produit une dizaine de films avant de faire ses débuts en tant que réalisateur en 1998 avec la série documentaire Le retour des Virus.
En 2005, il est le premier documentariste européen à s'intéresser à l'univers du manga avec Un Monde Manga. Au Japon, 85 % de la population lit au moins un manga par semaine ; un milliard d'exemplaires sont vendus chaque année. Dans ce film, Hervé Martin-Delpierre tente de décrire l'impact et l'importance de ce média sur la société japonaise. Il joue de manière inventive avec des dessins et des animations superposés, alternant entre des reportages nocturnes sur les mangas cafés de Tokyo et des interviews de certains des mangakas (auteurs) les plus talentueux, dont Naoki Urazawa, Yoshihiro Tatsumi et Takehiko Inoue. À partir de ce moment, il a consacré son travail de réalisateur et de producteur aux cultures émergentes, afin de mieux comprendre les grandes révolutions culturelles et sociales de notre monde moderne.
En 2007, il s'est plongé dans l'univers du poker avec That's Poker. Chaque année, les World Series of Poker (WOSP) rassemblent des milliers de joueurs à Las Vegas, dans le Nevada, qui s'affrontent pendant près de deux mois pour remporter l'un des quarante bracelets en or décernés lors des tournois de Texas Hold'em, la variante de poker la plus populaire au monde. Après avoir passé deux ans à photographier les plus grands joueurs du monde sur les tapis verts du monde entier, le film, écrit dans le style du journalisme gonzo, suit quatre des joueurs de poker les plus connus pendant plusieurs mois à Las Vegas, dont le champion du monde.
Il a poursuivi cette quête en Corée en 2011, avec Seoul District. Mêlant réalité et fiction, vidéo et animation, ce projet très ambitieux dévoile le processus créatif derrière un manwha, ou manga coréen. Il se concentre sur le travail de l'illustrateur Park Chul Ho et du scénariste Park Hong Jin. Mais Seoul District est bien plus qu'un documentaire ; c'est aussi un manga numérique. Il témoigne d'un grand engagement envers les nouveaux styles d'écriture et l'avenir de la narration.
En 2013, Hervé s'intéresse au monde des jeux vidéo avec Game Over(diffusé dans toute l'Europe et film officiel de la première exposition consacrée aux jeux vidéo à la Cité des Sciences et de l'Industrie), qui interroge le point de vue d'un hacker chinois, d'une star des jeux vidéo vivant à Hollywood, d'une psychologue française arrivant à Tokyo et d'un sociologue spécialisé dans les mondes numériques.
Avec un milliard de joueurs à travers le monde sur toutes les plateformes, l'industrie du jeu vidéo est la première industrie culturelle mondiale. Le film Game Fever (2017) d'Hervé Martin-Delpierre explore l'univers des e-sports à l'échelle mondiale. Tourné pendant deux ans et demi en 4K, le film retrace la vie de joueurs vedettes, dont Moon, Gogoing, Cha Ji-Hoon, Sky et sOs, issus de jeux cultes tels que League of Legends (qui attire 67 millions d'utilisateurs par mois), Warcraft 3 et Starcraft II, selon le magazine Variety.
Il a ensuite élargi son travail créatif à la photographie, publiant plusieurs livres chez de grands éditeurs français, notamment les Éditions du Seuil, les Éditions du Chêne et le Groupe Flammarion. Depuis 2010, il est également directeur de la photographie sur tous ses films.
Au cours des deux dernières décennies, Hervé a également apporté sa vision cinématographique unique au monde du luxe, en réalisant des films haut de gamme pour des marques internationales qui souhaitent s'associer et défendre des projets culturels. Son travail allie harmonieusement l'art visuel et la profondeur narrative, offrant un regard affiné sur la culture contemporaine.
De 2019 à 2022, il a tourné un film documentaire pour le cinéma sur le chef le plus populaire de France, Cyril Lignac. Sa démission après plus de trois ans de travail a provoqué un scandale, le réalisateur reprochant aux producteurs de lui avoir demandé « de compromettre son intégrité artistique afin de servir un film à des fins purement promotionnelles ».
Son récent documentaire What The Punk! (2024) explore l'histoire derrière les Cryptopunks, la collection NFT la plus emblématique au monde. Présenté en avant-première à Art Basel à Bâle et projeté dans les plus grands festivals internationaux, le film offre un voyage dynamique et visuellement riche à travers les mondes de l'art numérique et de la culture crypto.
L'un des projets les plus récents d'Hervé est Coddess Variations (2025), un ambitieux film d'art et une collection numérique réalisés en collaboration avec l'Opéra national de Paris. Lors de la première à Berlin pendant l'ETH Berlin, le projet a été présenté sous la forme d'une projection en plein air à grande échelle et d'une installation immersive, fusion expérimentale entre danse contemporaine, narration visuelle et technologie blockchain.
En 2025, Hervé Martin-Delpierre a cofondé Kiritosu Studio avec Jean-Michel Pailhon, une société de production dédiée à l'art, à la technologie et aux cultures émergentes.

## Filmographie

### Réalisateur

#### Cinéma
- 2012 : Sport, mafia et corruption[18]
- 2015 : Daft Punk Unchained[19],[20]
- 2016 : Game Fever[21]
- 2024 : What The Punk [22]
- 2025 : Coddess Variations[16]

#### Télévision
Séries télévisées
- 2000 : Migrations, des peuples en marche
- 2003 : Mode en coulisses[23]
- 2017 : The Fan

Téléfilms
- 1998 : Le retour des virus[2]
- 2000 : Duels en mer
- 2000 : Au cœur de la fournaise
- 2002 : Les conquistadors du système solaire
- 2002 : Istanbul, une ville sous haute surveillance
- 2002 : Le risque volcanique
- 2003 : Low Cost, Big Profit
- 2005 : Un monde Manga[3]
- 2007 : That's poker... Dans la peau d'un joueur[5]
- 2010 : Seoul District[6]
- 2013 : Game Over[10]